# Karszówek
Karszówek – wieś w Polsce położona w województwie dolnośląskim, w powiecie strzelińskim, w gminie Strzelin, na rzeką Krynka (od zachodu), dopływ Oławy.

## Podział administracyjny
W latach 1975–1998 miejscowość administracyjnie należała do województwa wrocławskiego.

## Zabytki
- Pałac w Karszówku (niem. Schloss Karisch)[4], piętrowy, pierwotnie zamek na wodzie z XV w., zniszczony w latach 60. XX w.[5]. W 1866 majątek kupił hr. dr Max von Saurma(inne języki) (1836–1909), od 1866 żonaty z Mathilde von Hiller (1841–1898)[6]
- neorenesansowa oficyna nr 36 z bramą,
- brama trójprześwitowa wybudowana w 1885 w stylu manieryzmu toskańskiego[7]. Od strony pałacu pod trójkątnym frontonem wnęka z dwoma herbami: Maxa von Saurma i Mathilde von Hiller[8]. Po drugiej stronie bramy, od wsi,  medalion z inicjałami MvS i rokiem 1885[9][6].

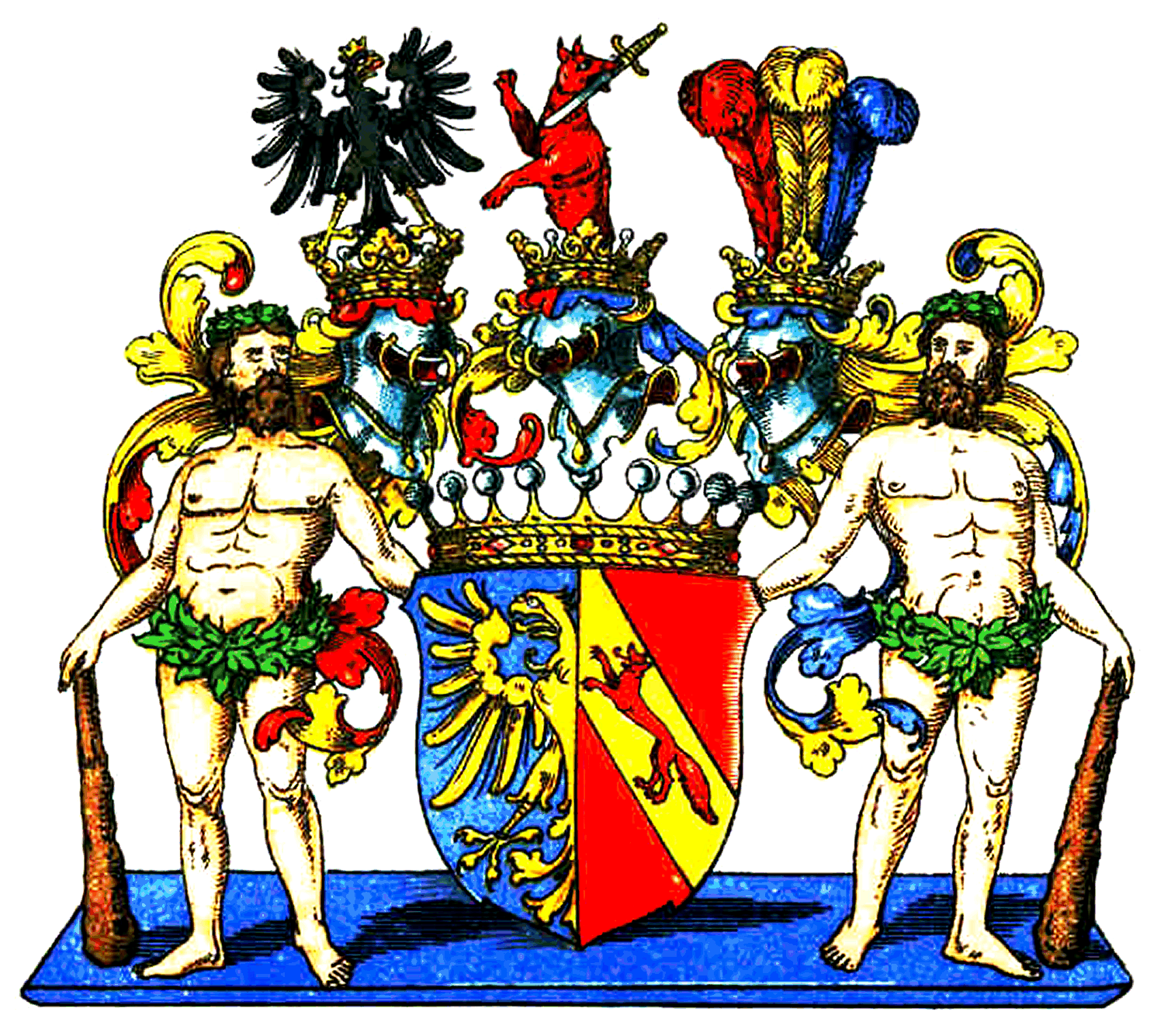
Herb Maxa Saurma
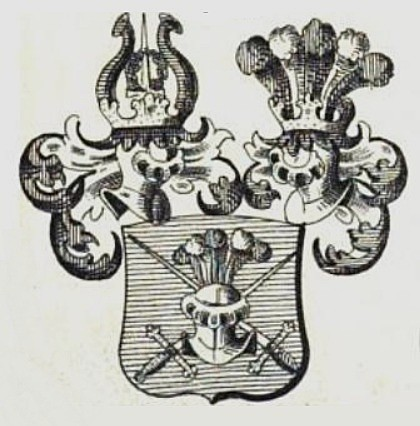
Herb Mathilde Hiller
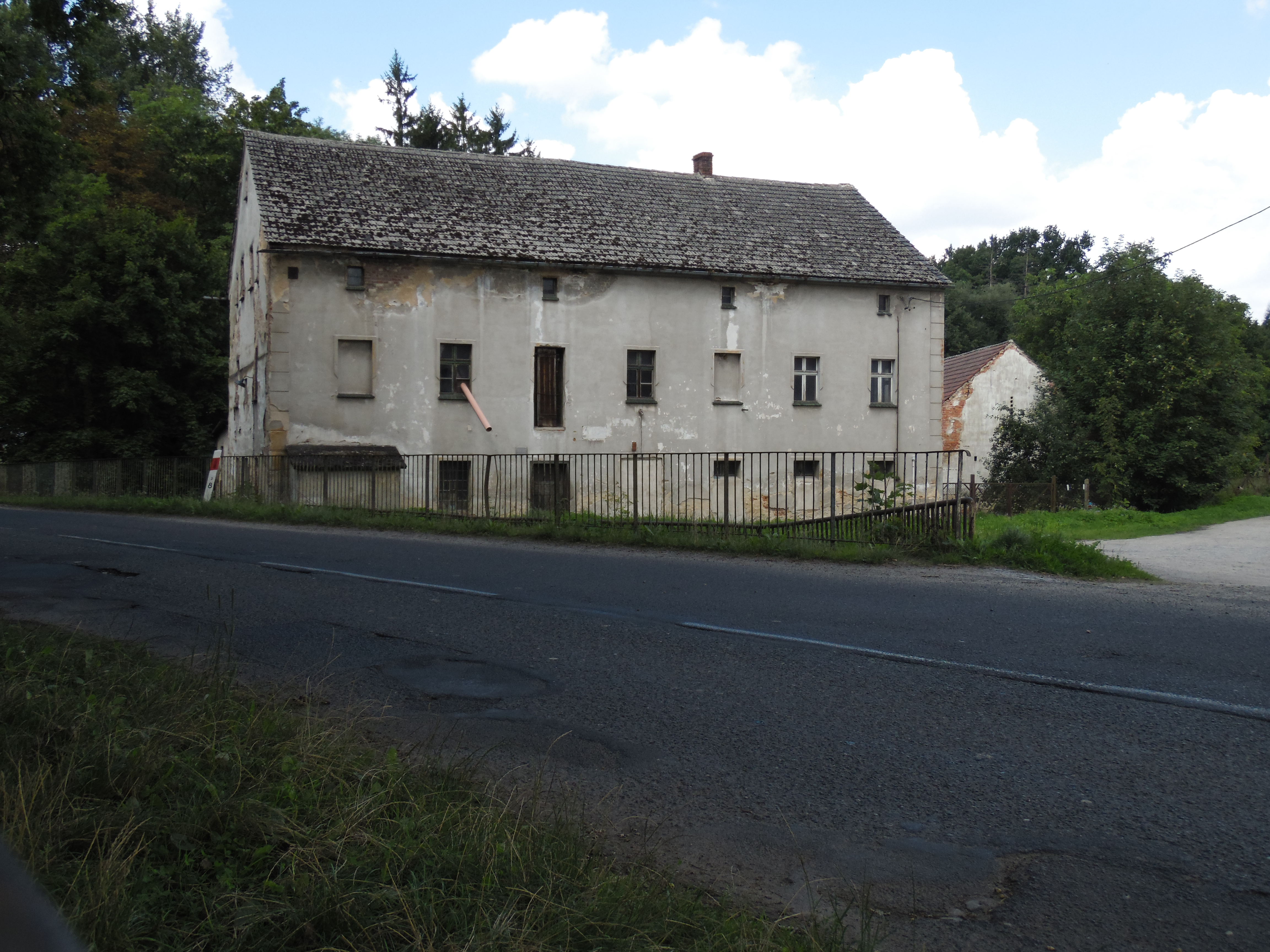